# محكمة سكيكدة

محكمة سكيكدة كائن مقرها من تاريخ 02-10-2017 بساحة الشهداء (باب قسنطينة) سكيكدة. رئيس المحكمة جافي عمارة، ووكيل الجمهورية سالم صابر. 
مقرها منذ استقلال  الجزائر في شارع ديدوش مرد بجنب مكتبة الجيش الوطني الشعبي، ثم تم دمجها إلى مقر المجلس الكائن في حي الممرات حتى بني مقرها الجديد المذكور.

## تقسيم
- مكاتب الاستقبال مساعدو وكيل الجمهوية
- مكاتب قضاة التحقيق
- مكتب رئيس المحكمة
- وكيل الجمهورية

## الشبابيك
- الشباك الموحد خاص بالمحكمة
- مصلحة تسليم الأحكام خاصة بالمواطنين
- مصلحة الإستئنافات
- مصلحة المعارضات
- مصلحة تسليم الأحكام خاصة بالمحامين